# María José Vargas
María José Vargas (sinh ngày 18 tháng 3 năm 1993) là một vận động viên chơi racquetball người Argentina gốc Bolivia. Vargas có bốn chiến thắng trong Giải bóng chuyền nữ chuyên nghiệp (LPRT) và đã hoàn thành trong top 10 năm lần - ba trong số đó nằm trong top ba. Cô cũng là nhà vô địch quần vợt Nam Mỹ hiện tại ở nội dung đơn nữ và đôi.

## Sự nghiệp chuyên nghiệp
Vargas có bốn chiến thắng giải đấu trên LPRT. Chiến thắng đầu tiên của cô là vào tháng 12 năm 2014, khi cô đánh bại Rhonda Rajsich, 5-11, 11-7, 11-7, 13-11, trong trận chung kết của giải Giáng sinh cổ điển thường niên lần thứ 23 ở Arlington, Virginia. Cô đã đánh bại Alexandra Herrera ở bán kết, 11-7, 11-1, 11-1 và Michelle Key ở tứ kết, 11-4, 11-0, 11-5. Vargas giành danh hiệu thứ hai tại New Jersey Open, đánh bại Frédérique Lambert trong trận chung kết, 7-11, 11-6, 11-7, 11-3. Cô đã đánh bại Rhonda Rajsich ở bán kết, 11-4, 2-11, 11-9, 11-4 và Susana Acosta ở tứ kết, 3-11, 11-5, 11-5, 11-2.
Cô cũng là á quân tại Giải vô địch quần vợt Mỹ mở rộng 2014, thua Paola Longoria trong trận chung kết. Hiện tại cô đứng thứ 2 trên danh sách vận động viên của LPRT.
Vargas đã chơi tour diễn chuyên nghiệp của phụ nữ kể từ cuối năm 2012. Điểm nổi bật trước đó của cô là lọt vào trận chung kết của giải đấu Winter Classic 2014 ở Overland Park, Kansas và sự kiện Great Balls of Fire 2014 ở Miami, nơi cô đã đánh bại tay vợt số 2 thế giới xếp hạng Rhonda Rajsich lần đầu tiên vào bán kết sự nghiệp trước khi thua Paola Longoria trong trận chung kết. Thứ hạng cao trong sự nghiệp của Vargas là thứ 3, lần đầu tiên cô đạt được vào tháng 2 năm 2014. Trong lần dừng chân chuyên nghiệp cuối cùng của năm, cô đã thua trong trận chung kết trong một trận đấu kết thúc 5 trận với Paola Longoria. Trong cùng một sự kiện, cô đã hợp tác với Rhonda Rajsich để giành chiến thắng trong giải đấu đôi nam nữ chuyên nghiệp thứ hai của họ.
Cô được mệnh danh là cầu thủ LPRT Rookie of the Year vào tháng 12 năm 2013.

## Sự nghiệp quốc tế
Vargas đã giành được nhiều huy chương trong các cuộc thi quốc tế. Huy chương vàng duy nhất của cô đã đến tại Giải vô địch Pan American 2014 ở nội dung đơn ở Santa Cruz, Bolivia, nơi cô đã đánh bại Susana Acosta của Mexico trong trận chung kết, 15-4, 15-8, và ở đó cô cũng giành được huy chương bạc ở đánh đôi với Véronique Guillemette sau khi họ thua trận chung kết trước Acosta và Samantha Salas, 10-15, 15-8, 11-7. Vargas đại diện cho Argentina trong cuộc thi này.